# لات زاو
لات زاو (مواليد 4 أكتوبر 1957) هو ملاكم ميانماري، مثّل بلاده في الألعاب الأولمبية الصيفية 1984.

## روابط خارجية
لات زاو على موقع أوليمبيديا (الإنجليزية)